# هوارد إرفينغ يونغ
هوارد إرفينغ يونغ (بالإنجليزية: Howard Irving Young)‏ هو كاتب سيناريو وكاتب مسرحي أمريكي، ولد في 24 أبريل 1893 في جيرسي سيتي في الولايات المتحدة، وتوفي في 24 فبراير 1952 في هوليوود في الولايات المتحدة.

## وصلات خارجية
- هوارد إرفينغ يونغ على موقع IMDb (الإنجليزية)
- هوارد إرفينغ يونغ على موقع قاعدة بيانات الفيلم (الإنجليزية)